# Maperton
Maperton is een civil parish in het bestuurlijke gebied South Somerset, in het Engelse graafschap Somerset met 140 inwoners.